# 蚤草属
蚤草属（学名：Pulicaria）是菊科下的一个属，为一年生或多年生、被毛草本植物。该属共有约50余种，分布于欧洲、亚洲和非洲。